# مظلوم عبدی
فرهاد عبدی شاهین (زاده ح. ۱۹۶۷)، که با نام مستعار مظلوم کوبانی عبدی (کردی: Mezlûm Ebdî) یا شاهین جیلو هم معروف می‌باشد، فرمانده نظامی کردهای سوریه و فرمانده کل نیروهای دموکراتیک سوریه (SDF) است.

## زندگی شخصی وسیاسی
مظلوم عبدی در سال ۱۹۶۷ در یک خانواده کرد سوری در شهر کوبانی به دنیا آمد. او فارغ‌التحصیل مهندسی عمران از دانشگاه حلب می‌باشد. عبدی پس از اتمام دانشگاه به پ‌ک‌ک پیوست و در سال ۱۹۹۷ پ‌ک‌ک را ترک کرد و به اروپا رفت. در اروپا تا سال ۲۰۰۳ به فعالیت‌های سیاسی پرداخت تا اینکه در پی جنگ داخلی سوریه، که در حال تشدید بود، به منظور سازماندهی نیروهای یگان‌های مدافع خلق به سوریه بازگشت. او در اوت ۲۰۱۴ مسئولیت مذاکرات یگان‌های مدافع خلق با ایران و ایالات متحده آمریکا را بر عهده گرفت. این گفتگوها در شهر سلیمانیه کردستان عراق برگزار شد. هدف این مذاکرات ایجاد یک اتحاد مؤثر علیه داعش بود. پس‌از این گفتگوها و توافق طرفین قرار شد مظلوم عبدی به عنوان فرمانده یگان‌های مدافع خلق در جنگ علیه داعش برای دفاع از کوبانی شرکت کند.